# اسقف‌نشین چیچستر
اسقف‌نشین چیچستر (انگلیسی: Diocese of Chichester) بخشی تشکیل دهنده از استان کانتربری کلیسای انگلستان در کشور انگلستان است. این اسقف‌نشین که در سال ۶۸۱ میلادی تأسیس شده‌است شامل ۵۰۰ کلیسا می‌باشد و مرکز آن کلیسای جامع چیچستر است.